# Донское (Новосибирская область)
Донское — бывшее село в Баганском районе Новосибирской области. Располагалось на территории современного Кузнецовского сельсовета. Исключено из учётных данных в 1973 г.

## География
Располагалось в 8 км к северо-востоку от села Кузнецовка.

## История
Основано в 1908 году. В 1928 году посёлок Донской состоял из 54 хозяйств. В составе Кузнецовского сельсовета Андреевского района Славгородского округа Сибирского края.

## Население
В 1926 году в посёлке проживало 322 человека (159 мужчин и 163 женщины), основное население — украинцы.